# Liste von Systematiken in Enzyklopädien
Die Liste von Systematiken in Enzyklopädien beinhaltet die Wissenssystematik bzw. Themeneinteilung, wie sie in systematisch angeordneten Enzyklopädien zu finden ist. Eventuell befindet sich die Einteilung auch nur im Vorwort einer alphabetisch geordneten Enzyklopädie.

## Altertum
| Zeit              | Autor                  | Werk                                     | Aufteilung |
| ----------------- | ---------------------- | ---------------------------------------- | --- |
| 1. Jh. v. Chr.    | Marcus Terentius Varro | Rerum divinarum et humanorum             | I Vorwort II-VII Mensch VIII-XIII Geografie: Rom, Italien, Provinzen XIV-XIX Geschichte und Zeit XX-XXV Regierungen und der Staat, Recht |
| ca. 14–37 v. Chr. | Aulus Cornelius Celsus | Artes                                    | Landwirtschaft, fünf Bücher Medizin, acht Bücher Rhetorik, sechs Bücher Philosophie und Jura, sechs Bücher, ein Buch Kriegsführung |
| ca. 77 n. Chr.    | Plinius der Ältere     | Naturalis historia                       | I Vorwort, Inhalt, Quellen II Kosmografie, Astronomie, Meteorologie III-VI Geografie, Ethnografie, Anthropologie VII-XI Zoologie, Mensch, Erfindungen XII-XIX Botanik XX-XXXII Medizin, Pharmazeutik, Magie XXXIII-XXXVII Metallurgie, Mineralogie, Künste |
| 410–429           | Martianus Capella      | Liber de nuptiis Mercurii et Philologiae | I-II Die Hochzeit von Merkur und Philologie III Grammatik IV Dialektik: Metaphysik und Logik V Rhetorik VI Geographie und Geometrie VII Arithmetik VIII Astronomie IX Musik und Dichtkunst                                                                 |

## Mittelalter
| Zeit           | Autor                | Werk                                           | Aufteilung |
| -------------- | -------------------- | ---------------------------------------------- | --- |
| 6. Jh. n. Chr. | Cassiodor            | Institutiones divinarum et humanarum lectionum | Buch I: Institutiones divinarum lectionum, Kapitel: I-XVI Die heiligen Schriften und Kommentare XVII-XXIV Historiker des Christentums, Kirchenväter XXV Kosmografie XXVI Cassiodors eigenes kritisches System XXVII Redewendungen und die Freien Künste XXVIII Lesungen für schreibunkundige Mönche XXIX Die Klöster des Vivarium und Castellum XXX Das Skriptorium: Rechtschreibung, Buchbinden, Beleuchtung, Zeitmessung usw. XXXI Medizinische werke XXXII Ermahnung für den Abt und die Gemeinschaft der Mönche XXXIII Abschließendes Gedicht Buch II: Institutiones humanarum lectionum, Kapitel: I Grammatik II Rhetorik III Dialektik IV Arithmetik V Musik VI Geometrie VII Astronomie |
| 7. Jh.         | Isidor von Sevilla   | Etymologiae                                    | Bücher: I-III Die freien Künste IV Medizin V Rechtsgelehrtheit, Zeit, kurze Weltchronik VI Bibel VII Himmlische Hierarchie VIII Kirche und Häresien IX Leute, Sprache, Staatskunst X Herkunftswörterbuch (alphabetisch) XI Mensch XII Zoologie XIII Himmel, Atmosphäre, Ozeane XIV Geografie XV Städte, Baukunst XVI Geologie, Gewichte und Maße XVII Landwirtschaft und Gartenbau XVIII Kriegskunst, öffentliche Spiele XIX Schiffe, Häuser, Trachten XX Essen, Werkzeuge, Möbel |
| ca. 801        | Tu Yu                | T'ung tien (auch: Tongdian)                    | Wirtschaft Prüfungen und Grade Regierung Riten und Zeremonien Musik Armee Gesetz Politische Geographie Nationale Verteidigung |
| 11. Jh.        | Michael Psellos      | De omnifaria doctrina                          | Kapitel: I-XX Theologie XXI-LXV Psychologie LXVI-LXXXI Ethik LXXXII-CVII Physik CVIII-CXIX Physiologie CXX-CXXXVIII Astronomie CXXXIX-CLXXVIII Meteorologie, Kosmografie CLXXIX-CCI Verschiedenes |
| 1090           | Honorius Inclusus    | Imago mundi                                    | I Geografie, Astrologie, Astronomie II Chronologie III Geschichte |
| 1244           | Vincent von Beauvais | Speculum maius                                 | I Speculum naturale, Bücher: I Gott, Göttlichkeit, Engel, Teufel II-VIII Schöpfung: erste drei Tage (Physik, Geografie, Geologie, Landwirtschaft, Chemie) IX-XIV Botanik XV-XXII Schöpfung: vierter bis sechster Tag (Astronomie, Wetter, Vögel, Fische, Tiere), Viehzucht XXIII-XXVIII Mensch: Seele und Körper XXIX-XXXI Gott und Mensch II Speculum doctrinale, Bücher: I-III Sprache (mit Glossar), Grammatik, Logik, Rhetorik IV-X Ethik, Familienleben, Wirtschaft, Politik, Recht XI-XII Handwerk, Architektur, Krieg, Sport, Navigation, Jagd, Landwirtschaft, angewandte Medizin XIII-XVII Medizin, Physik, Mathematik, Metaphysik, Theologie III Speculum historiale, Bücher: Zusammenfassung des Speculum naturale und des Speculum doctrinale II-XXXI Weltgeschichte bis 1244 IV Speculum morale Ethik, Astrologie, Theologie |
| ca. 1270       | Jacob van Maerlant   | Der naturen bloeme                             | Das erste Kapitel wird euch die wundersamen Völker beschreiben, das zweite die vierfüßigen Tiere, das dritte behandelt die Vögel, das vierte die Wassermonster, das fünfte die vielen Arten Fische, die in Seen und Flüssen vorkommen, das sechste die Giftschlangen, das siebte die vielen Arten Insekten und Kriechtiere, das achte die einfachen Bäume, das neunte wird die Gewürzbäume behandeln, das zehnte die heilkräftigen Pflanzen, das elfte die Brunnen, sowohl die heilkräftigen wie auch die giftigen, das zwölfte die Edelsteine, das dreizehnte die sieben Metalle, die aus der Erde gewonnen werden. |

## Frühe Neuzeit
| Zeit      | Autor                            | Werk                                                  | Aufteilung |
| --------- | -------------------------------- | ----------------------------------------------------- | --- |
| 1620      | Francis Bacon                    | The great instauration (nur Plan, keine Enzyklopädie) | I Äußere Natur: Astronomie, Meteorologie, Geografie, Große Massen (Feuer, Luft, Wasser, Erde), Arten (mineralische, pflanzliche, tierische) II Mensch: Anatomie, Physiologie, Struktur und Kräfte, Handlungen (freiwillige und unfreiwillige) III Des Menschen Handlungen in der Natur: Medizin, Chirurgie, Chemie, Sicht, visuelle Künste, Emotionen uvm. |
| 1778–1807 | Heinrich Martin Gottfried Köster | Deutsche Encyclopädie                                 | I Naturgeschichte II Mathematik, Chemie, Mineralogie III Astronomie, Navigation, Chronologie, physikalische Geografie, Mechanik, Baukunst IV Navigation, Kriegskünste, Philosophie V Deutsche Sprache und Literatur VI-VII Geografie |

## Neuere Geschichte
| Zeit  | Autor          | Werk                                                                                  | Aufteilung |
| ----- | -------------- | ------------------------------------------------------------------------------------- | --- |
| 1958  |                | Enzyklopädischer Leitfaden durch das Bildungsgut der 16. Auflage des Großen Brockhaus | Innenkreis: Die geschichtliche Dimension Außenkreis: Geistige Welt Der Mensch Gesellschaft – Recht – Staat Wirtschaft Technik Menschheit und bewohnte Erde Belebte Natur Kräfte und Stoffe Erde und Weltall |
| 1974  | Mortimer Adler | Encyclopaedia Britannica (Propaedia)                                                  | I Materie und Energie II Erde III Leben IV Menschliches Leben V Gesellschaft VI Kunst VII Technologie VIII Religion IX Geschichte X Abteilungen des Wissens                                                 |
| 2001- |                | Wikipedia auf Deutsch                                                                 | Geographie Geschichte Gesellschaft Kunst und Kultur Religion Sport Technik Wissenschaft |

## Belege
1. ↑  Robert Collison: Encyclopaedias. Their history throughout the ages. A bibliographical guide with extensive historical notes to the general encyclopaedias issued throughout the world from 350 B. C. to the present day. 2. Auflage. Hafner. New York 1966, S. 23/24.
2. ↑  Robert Collison: Encyclopaedias. Their history throughout the ages. A bibliographical guide with extensive historical notes to the general encyclopaedias issued throughout the world from 350 B. C. to the present day. 2. Auflage. Hafner. New York 1966, S. 24.
3. ↑  Robert Collison: Encyclopaedias. Their history throughout the ages. A bibliographical guide with extensive historical notes to the general encyclopaedias issued throughout the world from 350 B. C. to the present day. 2. Auflage. Hafner. New York 1966, S. 25.
4. ↑  Robert Collison: Encyclopaedias. Their history throughout the ages. A bibliographical guide with extensive historical notes to the general encyclopaedias issued throughout the world from 350 B. C. to the present day. 2. Auflage. Hafner. New York 1966, S. 27.
5. ↑  Robert Collison: Encyclopaedias. Their history throughout the ages. A bibliographical guide with extensive historical notes to the general encyclopaedias issued throughout the world from 350 B. C. to the present day. 2. Auflage. Hafner. New York 1966, S. 29.
6. ↑  Robert Collison: Encyclopaedias. Their history throughout the ages. A bibliographical guide with extensive historical notes to the general encyclopaedias issued throughout the world from 350 B. C. to the present day. 2. Auflage. Hafner. New York 1966, S. 34.
7. ↑  Robert Collison: Encyclopaedias. Their history throughout the ages. A bibliographical guide with extensive historical notes to the general encyclopaedias issued throughout the world from 350 B. C. to the present day. 2. Auflage. Hafner. New York 1966, S. 35.
8. ↑  Robert Collison: Encyclopaedias. Their history throughout the ages. A bibliographical guide with extensive historical notes to the general encyclopaedias issued throughout the world from 350 B. C. to the present day. 2. Auflage. Hafner. New York 1966, S. 46.
9. ↑  Robert Collison: Encyclopaedias. Their history throughout the ages. A bibliographical guide with extensive historical notes to the general encyclopaedias issued throughout the world from 350 B. C. to the present day. 2. Auflage. Hafner. New York 1966, S. 52/53.
10. ↑  Robert Collison: Encyclopaedias. Their history throughout the ages. A bibliographical guide with extensive historical notes to the general encyclopaedias issued throughout the world from 350 B. C. to the present day. 2. Auflage. Hafner. New York 1966, S. 60/61
11. ↑  Übersetzung nach dem Niederländischen aus: Jacob van Maerlant: Het boek der natuur, herausgegeben von Peter Burger. Em. Querido's Uitgeverij. Amsterdam 1995, S. 9. Online Digitale Bibliotheek voor de Nederlandse Letteren. Originaltext siehe Wikisource.
12. 1 2  Robert Collison: Encyclopaedias. Their history throughout the ages. A bibliographical guide with extensive historical notes to the general encyclopaedias issued throughout the world from 350 B. C. to the present day. 2. Auflage. Hafner. New York 1966, S. 83/84
13. ↑  Robert Collison: Encyclopaedias. Their history throughout the ages. A bibliographical guide with extensive historical notes to the general encyclopaedias issued throughout the world from 350 B. C. to the present day. 2. Auflage. Hafner. New York 1966, S. 110
14. ↑  Anja zum Hingst: Die Geschichte des Großen Brockhaus. Vom Conversationslexikon zur Enzyklopädie. Harrassowitz Verlag. Wiesbaden 1995, S. 164/165.